# Tin Pan Alley (Film)

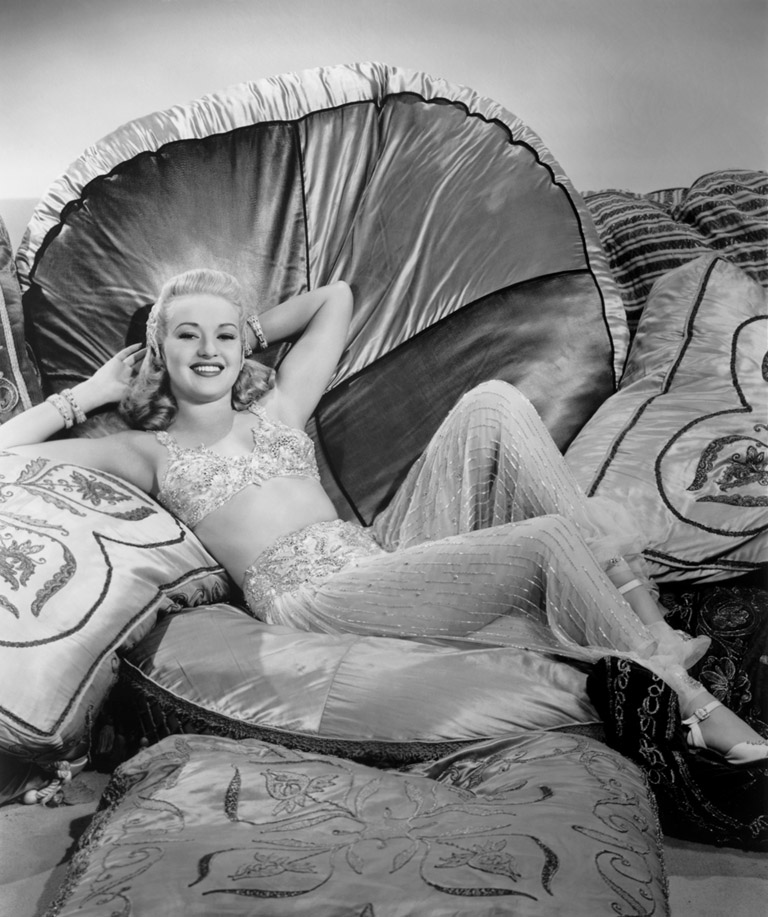
Betty Grable im Film "Tin Pan Alley"

Tin Pan Alley ist ein US-amerikanischer Spielfilm von 1940, bei dem Walter Lang Regie führte. In den Hauptrollen in diesem Drama mit Gesang agierten Alice Faye, Betty Grable, Jack Oakie und John Payne. Der Film wurde mit einem Oscar für die „Beste Filmmusik“ ausgezeichnet. 1950 wurde mit I'll Get By eine Neuverfilmung veröffentlicht.
Nach Informationen der 20th Century Fox basiert die Filmhandlung auf einer unveröffentlichten Geschichte von Pamela Harris mit dem Titel Life is a Song.

## Handlung
New York im Jahr 1915 in der Tin Pan Alley, der 46th Straße und der 8th Avenue, wo ein Großteil der US-amerikanischen Musikverlage ansässig sind: Dort kämpfen der ehemalige Vaudeville-Künstler Harry Calhoun und sein Partner Skeets Harrigan ums Überleben. Ihre Kapitaldecke ist mehr als angespannt, sie ist zum Zerreißen dünn. Harrigan steigt in mehr oder weniger regelmäßigen Abständen in den Boxring, um die Miete überhaupt aufbringen zu können.
Einen weiteren Ausweg aus ihrer Finanzmisere suchend, werben sie die singenden Schwestern Blane an. Als Katie Blane und Skeets Harrigan sich verlieben, gewährt Katie Harrigan ein Darlehen, um ein Lied zu kaufen, das die Schwestern singen und zum Erfolg führen sollen. Allerdings steht für Harrigan Erfolg im Beruf an erster Stelle und so gibt er den Song, den er Katie versprochen hatte, der bekannten Sängerin Nora Bayes. Dadurch kommt es zum Zerwürfnis zwischen beiden, sodass Harrigan in der Folgezeit erneut in den Boxring steigen muss, um das Geld für unbezahlte Rechnungen aufbringen zu können.
Dann bricht der Erste Weltkrieg aus und auch Calhoun und Harrigan werden eingezogen. Harrigan und Katie finden erst wieder zueinander, als es einen Waffenstillstand gibt. An diesem Tag sind die Schwestern Blane sowie Harry Calhoun und Skeets Harrigan wieder glücklich in New York vereint.

## Produktion und Hintergrund
Die Dreharbeiten begannen Ende August 1940. Premiere hatte der Film um den 22. November 1940 herum in New York.
Die Zensoren bemängelten etliche Szenen des fertigen Films, was sie in erster Linie mit zu freizügigen Kostümen begründeten. Die entsprechenden Szenen wurden herausgeschnitten, einige von ihnen, die nicht endgültig gelöscht wurden, sind in Hidden Hollywood: Treasures From The 20th Century Fox Vaults zu sehen.
Als Tin Pan Alley (engl.: Blech-/Zinnpfannengasse) wird die 28. Straße zwischen Fifth Avenue und Broadway im New Yorker Stadtteil Manhattan bezeichnet. Hier waren zwischen 1900 und ca. 1930 die meisten US-amerikanischen Musikverlage ansässig.

## Kritik
Variety war der Ansicht, dass Jackie Oakie als Harry Calhoun eine herausragende Charakterisierung eines Vaudeville-Künstlers biete. Alice Fay als Katie Blane, die in diesem Schwesternduo die größere Belastung habe, spiele ihre Rolle hochrangig und Betty Grable als Lily Blane, stelle ihre wohlgeformte Figur in knappen und dem Auge schmeichelnden Kostümen zur Schau. Über John Payne als Skeets Harrigan äußerte Variety, dass er mit seiner seriösen Darstellung die Aufmerksamkeit auf sich ziehe und auch in den romantischen Szenen überzeuge.
Der Kritiker der New York Times Bosley Crowther meinte, der Film biete populäre Unterhaltung, weil er mit Verve und einem geschickten Aufbau durch den Regisseur aufwarte. Zudem sei der Song ‚America, I Love You,‘ eine sehr mitreißende Melodie, auch wenn man den Text vergessen könne. Crowther lobte, dass die Autoren Platz geschaffen hätten für geschickt angeordnete Songs wie ‚Moonlight Bay‘, ‚Goodbye Broadway‘, ‚Hello France‘ oder ‚KKK-Katy‘. ‚Tin Pan Alley sei‘ aus vertrautem Material erstellt, aber trotzdem verstehe der Film zu unterhalten und zu amüsieren. Eine gute Show.

## Auszeichnungen
Bei der Oscarverleihung 1941 gewann Alfred Newmann den Oscar für die „Beste Filmmusik“ für den Film Tin Pan Alley. Es war sein erster Oscar von insgesamt neun.